# Říše Bornu
Říše Bornu, též Bornuská říše, byl stát ve střední Africe, který existoval v letech 1380–1893. Navazoval na kánem-bornuskou říši, nakonec se území stalo součástí britské kolonie Nigérie. V momentě největší území expanze říše krom území dnešní Nigérie zasahovala i na území dnešního Čadu, Nigeru a Kamerunu. Dominantním etnikem byli Kanuriové. Vládnoucí dynastie Sayfawa, původem zřejmě arabská, přišla z kánem-bornuské říše, odkud ji vyhnaly nepokoje. Hlavním městem říše bylo po většinu doby její existence Ngazargamu (1460–1809). Říše byla velmi významnou v obchodu s otroky, zvláště město Kúkawa bylo jeho centrem.